# 格萊奇峰

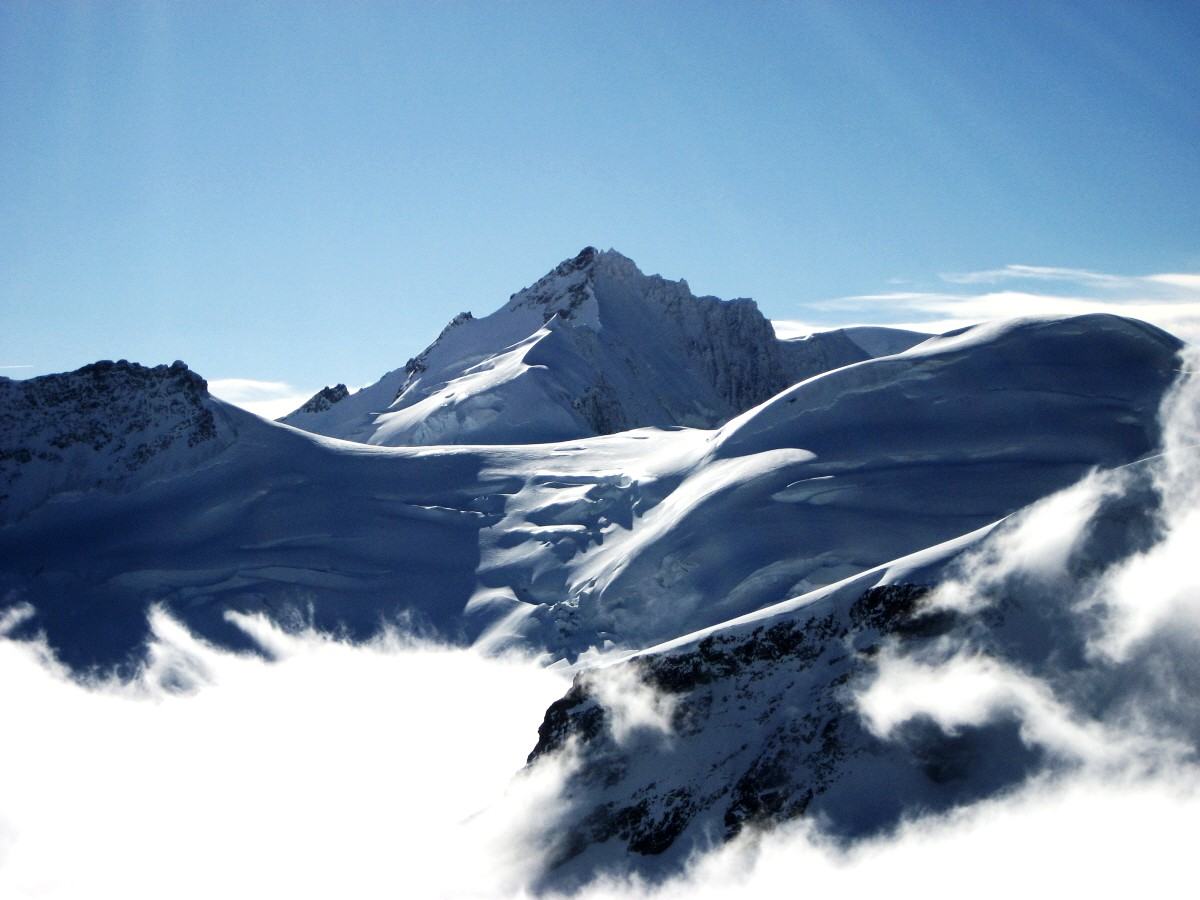

46°30′46″N 7°58′04″E / 46.51278°N 7.96778°E
格萊奇峰（德語：Gletscherhorn），是瑞士的山峰，位於該國南部，處於伯恩州和瓦萊州接壤的邊界，屬於伯尔尼山的一部分，海拔高度3,983米。